# Clearspace-1
Clearspace-1 (auch ClearSpace-1) ist eine geplante, von der ESA beauftragte und von dem deutschen Unternehmen OHB und dem Schweizer Unternehmen Clearspace auszuführende Raumfahrtmission, die ein Verfahren zur Beseitigung von Weltraumschrott erproben soll. Ein Raumschlepper mit vier Greifarmen soll einen ausgedienten Satelliten zurück in die Erdatmosphäre befördern. Die Mission soll im Jahr 2029 stattfinden. Sie ist neben Hera und Vigil eines der drei Hauptprojekte der neuen ESA-Sparte „Space Safety“ (Weltraumsicherheit).

## Hintergrund
Weltraummüll kann in zweierlei Hinsicht gefährlich sein. Zum einen können Teile im Weltraum mit aktiven Raumfahrzeugen kollidieren und sie dadurch beschädigen oder zerstören. Zum anderen könnten größere Teile Schaden anrichten, wenn sie auf die Erde fallen. Jedes Teil im Weltraum kann bei einer Kollision weitere Teile freisetzen, was die Zahl der Objekte und damit auch die Gefahr weiterer Kollisionen erhöht. Es wird befürchtet, dass eine unkontrollierte Vermehrung von Weltraumschrott im sogenannten Kessler-Syndrom enden könnte. Wegen dieser Risiken wurden verschiedene Initiativen gestartet, um die Beseitigung unkontrollierbarer Objekte aus dem Weltraum zu erproben. Die ESA beauftragte dazu ein Konsortium unter der Leitung von OHB mit der Mission Clearspace-1.
Cleaspace-1 ist als erste Technologieerprobung zu verstehen; einen nennenswerten Beitrag zur Säuberung des erdnahen Weltraums können solche Raumfahrzeuge nicht leisten. Hierfür müssten wegen der großen Zahl von Raumfahrtabfallteilen wesentlich kostengünstigere Verfahren entwickelt werden.
Das Projekt konkurriert mit dem japanischen Unternehmen Astroscale, das mit den Missionen Elsa-d und Adras-J bereits seit 2021 beziehungsweise 2024 die Untersuchung und Beseitigung von Weltraummüll erprobt.

## Missionsplanung
Das Unternehmen Clearspace entstand Anfang 2018 als Ausgründung der Eidgenössischen Technischen Hochschule Lausanne. Es beteiligte sich an einer Ausschreibung der ESA für die geplante Weltraummüll-Beseitigungsmission und erhielt auf Beschluss des ESA-Ministerrats von 2019 den Zuschlag für die Durchführung der gesamten Mission im Jahr 2025. Im April 2024 wurde der Auftrag jedoch neu an die Bremer OHB SE vergeben und der mittlerweile auf 2026 verschobene Starttermin gestrichen. Clearspace soll jetzt nur noch den Greifmechanismus liefern, der von OHB in einen Satellitenbus integriert wird, und nach dem Start die Steuerung des Raumfahrzeugs übernehmen. Die ESA finanziert das Projekt mit 90 Millionen Franken; weitere 30 Millionen sollen Privatinvestoren beitragen. Letzteren wurden weitere Reinigungsmissionen in Aussicht gestellt, die auch mehrere Trümmerteile mit einem Einsatz einfangen würden.
Als Zielobjekt wählte die ESA zunächst den 112 kg schweren Vespa-Nutzlastadapter (Vega Secondary Payload Adapter, COSPAR-ID 2013-021D), der nach dem Start des Satelliten Proba-V mit einer Vega-Rakete am 7. Mai 2013 in einer Erdumlaufbahn verblieben war. Der Clearspace-Schlepper sollte den in etwa 660 bis 800 km Höhe fliegenden Adapter ansteuern, ihn greifen und dann so weit abbremsen, dass beide zusammen in die Atmosphäre eintreten und dort verglühen. Als Trägerrakete buchte Clearspace eine Vega‑C.
Im August 2023 wurde das zu beseitigende Objekt von einem anderen Stück Weltraummüll getroffen, wodurch mehrere neue, kleinere Müllteile in seiner Umgebung entstanden. Wegen der dadurch entstandenen Risiken wurde der Satellit Proba-1 als neues Versuchsobjekt gewählt. Er befindet sich in etwa 560 bis 680 km Höhe. Der Start der Clearspace-Mission soll nun von OHB organisiert werden.